# Soumeylou Boubèye Maïga
Soumeylou Boubèye Maïga (Gao, 8 de junio de 1954-Bamako, 21 de marzo de 2022) fue un periodista y político maliense. Fue primer ministro nombrado por el presidente Ibrahim Boubacar Keïta el 30 de diciembre de 2017 ejerciendo como tal hasta el 18 de abril de 2019. Especialista en seguridad y defensa, fue también en 2011 Ministro de Asuntos Exteriores y Cooperación y en 2013 Ministro de Defensa y Antiguos Combatientes cargo del que dimitió en mayo de 2014 tras la derrota del ejército de Malí frente a los grupos rebeldes en el norte del país.

## Biografía
Estudió periodismo en el Centro de estudios de las ciencias y técnicas de la información (CESTI) de la Universidad Cheikh Anta Diop en Dakar en Senegal, y en Francia donde se diplomó en estudios superiores especializados (DESS) de diplomacia y administración de organizaciones internacionales en 1987 en la Universidad de París Sur y en relaciones económicas internacionales en el Instituto de Administración de París. Ejerció el periodismo en el periódico estatal L’Essor y posteriormente en el periódico Sunjata.

### Trayectoria política
Militó en el Partido Maliense del Trabajo, y fue uno de los principales artífices de la caída del régimen de Moussa Traoré en 1991. De abril de 1991 a junio de 1992 fue consejo especial de Amadou Toumani Touré, entonces presidente del Comité de transición para la salvación del pueblo (CTSP).
Vicepresidente y miembro fundador de la Alianza para la democracia de Malí-Partido Africano para la Solidaridad y la Justícia (ADEMA/PASJ), en 1992 fue nombrado jefe de gabinete del presidente de la República Alpha Oumar Konaré.
En enero de 1993 fue nombrado director general de los servicios secretos de Malí, periodo en el que impidió varios golpes de Estado antes de formar parte del gobierno de Mandé Sidibé como Ministro de Defensa y de los Ancianos Combatientes.
En 2002, Soumeylou Boubèye Maïga fue candidato por el ADEMA/PASJ en las elecciones presidenciales de 2002 en las que fue elegido Soumaïla Cissé.

### Candidato a las elecciones presidenciales de 2007
En 2006, el ADEMA decidió apoyar la candidatura del presidente saliente Amadou Toumani Touré en las elecciones presidenciales de Malí de 2007, Soumeylou Boubèye Maïga anunció su deseo de ser candidato y fundó la asociación "Convergence 2007".
Durante la conferencia nacional celebrada el 24 y 25 de febrero de 2007 del Adéma, los delegados votaron la expulsión de Soumeylou Boubèye Maïga y de varios de sus simpatizantes: Issa Diarra, Ibrahima Kantao, Binta Yattassaye y Oumar Ag El Méhidi.
En la primera vuelta de las elecciones presidenciales, el 29 de abril, logró la 6.ª posición. El presidente Amadou Toumani Touré fue reelegido.
Junto a los restantes candidatos de la oposición reagrupados en el seno del Frente para la democracia y la república (FDR), Ibrahim Boubacar Keïta, Mamadou Bakary Sangaré y Tiébilé Dramé, cuestionó los resultados del escrutinio considerado fraudulento y presentó un recurso ante la Corte Constitucional que es rechazado el 12 de mayo de 2007.

### Ministro de Asuntos Exteriores
El 6 de abril de 2011 fue nombrado Ministro de Asuntos Exteriores y de Cooperación internacional en el ejecutivo de Cissé Mariam Kaïdama Sidibé consiguiendo en menos de un año una ayuda de 1800 mil millones de Francos CFA para Malí. Con el golpe de Estado del 22 de marzo de 2012 es el primer ministro detenido por la junta. Finalmente con el retorno al orden constitucional es liberado.

### Ministro de Defensa y de Antiguos Combatientes
En 2013 en la primera vuelta de las elecciones presidenciales apoyó al que anteriormente fuera su contrincante Ibrahim Boubacar Keïta elegido presidente en agosto del mismo año.
El 8 de septiembre de 2013 fue nombrado ministro de Defensa y de los Antiguos Combatientes en el ejecutivo de Oumar Tatam Ly. Dimitió el 27 de mayo de 2014 tras la derrota del ejército maliense en Kidal, frente a grupos rebeldes.

### Primer ministro
El 30 de diciembre de 2017 fue nombrado primer ministro de Malí convirtiéndose en el quinto presidente nombrado por el presidente Ibrahim Boubacar Keïta tras la dimisión por sorpresa de Abdoulaye Idrissa Maïga quien podría pasar a dirigir la campaña presidencial para la reelección de Keïta.
En abril de 2019, tras presentar su renuncia, fue sucedido por Boubou Cisse.
El 26 de agosto de 2021, Soumeylou Boubeye Maïga fue puesto bajo orden de arresto, por la sala de acusación del Tribunal Supremo de Malí, en el caso de la compra de un avión presidencial durante la presidencia de Ibrahim Boubacar Keïta.
Murió el 21 de marzo de 2022 en una clínica de Bamako bajo detención.
| Predecesor: Abdoulaye Idrissa Maïga | Primer ministro de Malí 2017 - 2019 | Sucesor: Boubou Cisse |